# Свободный курс
«Свобо́дный курс» — независимая общественно-политическая газета, выпускаемая в Алтайском крае с 26 декабря 1990 года.

## Информация
Учредитель газеты — издательский дом «Алтапресс». Газета выходит еженедельно форматом А-3 на 28 страницах. Тираж — 24 тыс. экземпляров. Более 30 % тиража распространяется по подписке в Барнауле и крае.
Основные темы — новости политической и экономической жизни Алтая, образования, науки, спорта, криминальная хроника, здоровье, аналитические материалы, юмор, погода, афиша, курсы валют.
Газета «Свободный курс» является организатором крупных городских и краевых культурных мероприятий и собственных акций («Лыжный праздник», «Кольцо Победы»).

## Награды и премии
- Премия «Журналисты против коррупции» (2001)[1].
- Премия имени Герда Буцериуса «Свободная пресса Восточной Европы» (2003)[2]
- Премия «Тираж — рекорд года» среди региональных изданий (2003, 2004, 2005, 2006, 2007, 2008)[3][4].
- 2-е место среди газет на конкурсе журналистского мастерства «Сибирь — территория надежд» (2009).[5]